# Hahnenseifen
Hahnenseifen ist ein Ort von 106 Ortschaften der Gemeinde Reichshof im Oberbergischen Kreis im nordrhein-westfälischen Regierungsbezirk Köln in Deutschland.

## Lage und Beschreibung
Hahnenseifen liegt nordöstlich der Wiehltalsperre, die nächstgelegenen Zentren sind Gummersbach (27,5 km nordwestlich), Köln (64 km westlich) und Siegen (36 km südöstlich). In Hahnenseifen gibt es eine Reitanlage (Gut Hahnenseifen) mit zwei Reithallen und einem Außenreitplatz. Seit 2012 kam der als „Knochenbrecher“ bekannte Pferdeheiler Tamme Hanken († 2016) regelmäßig zu Sammelterminen nach Hahnenseifen.
| Bevölkerungsentwicklung | Bevölkerungsentwicklung |
| Jahr                    | Einwohner               |
| ----------------------- | ----------------------- |
| 1991                    | 22                      |
| 2005                    | 16                      |
| 2008                    | 23                      |
| 2015                    | 20                      |
| 2017                    | 20                      |
| 2018                    | 22                      |
| 2019                    | 21                      |